# Artes marciais mistas
As Artes Marciais Mistas, conhecidas pela sigla em inglês MMA (mixed martial arts), são uma modalidade de esporte de combate que inclui tanto golpes de combate em pé quanto técnicas de luta no chão. Elas combinam diferentes disciplinas de combate e seus aspectos técnicos sob uma única regra de competição.
As artes marciais mistas podem ser praticadas como esporte de contato de uma maneira regular ou em um torneio, no qual se enfrentam dois concorrentes. A principal característica do MMA é a liberdade de utilização de uma grande variedade de técnicas permitidas de artes marciais — tais como golpes utilizando os punhos, pés, cotovelos, joelhos — além de técnicas de grappling — tais como lances, arremessos e alavancas, e de finalizações, como chaves de braço, leglocks e estrangulamentos. As lutas são realizadas em um cage, uma arena cercada com tela de arame (chamado de Octógono no UFC por ter oito lados), ou em um ringue de cordas tradicional.
Apesar de historicamente terem existido vários estilos de artes marciais híbridas, o MMA moderno tem origem em dois movimentos distintos e convergentes como o Vale-Tudo brasileiro, onde lutadores de diferentes artes marciais se enfrentavam em combate desarmado e de pleno contato com relativamente poucas regras. A família Gracie ficou conhecida por organizar seu famoso "Desafio Gracie", onde lutavam contra outros artistas marciais em lutas de Vale Tudo para provar a eficiência e superioridade de seu próprio Gracie Jiu-Jitsu. Em paralelo aos Gracie, desenvolvia-se a luta livre esportiva, criada por Euclydes Hatem. Conhecido como Mestre Tatu, Euclydes Hatem foi o pioneiro da luta livre esportiva, uma adaptação brasileira do catch wrestling, focada em submissões. Em 1942, ele venceu George Gracie em um embate histórico, marcando a rivalidade entre as duas artes marciais. Anos depois, em 1968, seu aluno Euclides Pereira repetiu o feito ao derrotar Carlson Gracie.
O outro precursor vem da Luta Livre Profissional japonesa (Puroresu) do chamado Shoot wrestling, uma variação da luta livre onde se usam movimentos mais realistas  em suas lutas para aumentar sua empolgação, diminuindo ou evitando os elementos teatrais, parecendo mais com uma luta real e improvisada, que eventualmente resultaria em organizações que promoviam lutas reais, como o Shooto e Pancrase, em 1985 e 1993 respectivamente.
O MMA moderno tem como seu marco principal 1993, quando foi fundado o Ultimate Fighting Championship (UFC). Inicialmente o evento tinha como objetivo uma competição para encontrar as artes marciais mais eficazes; os competidores de diferentes estilos de luta foram colocados uns contra os outros em competições com relativamente poucas regras. Mais tarde, lutadores individuais incorporaram várias artes marciais em seu estilo. Eventualmente criando um estilo próprio chamado simplesmente de MMA. Os promotores do MMA foram pressionados a adotar regras adicionais para aumentar a segurança dos competidores, cumprir os regulamentos esportivos e ampliar a aceitação do esporte. Após essas mudanças, o esporte aumentou sua popularidade, se tornando um dos esportes mais novos que mais cresceram de popularidade. Com eventos de pay-per-view que rivalizam com o boxe e o wrestling profissional.
Dentre as organizações responsáveis pelos torneios de artes marciais mistas, as principais são: o Ultimate Fighting Championship (UFC) e ONE Championship (ONE). Na época, o também se destacou extinto PRIDE Fighting Championships.

## A história das artes marciais mistas

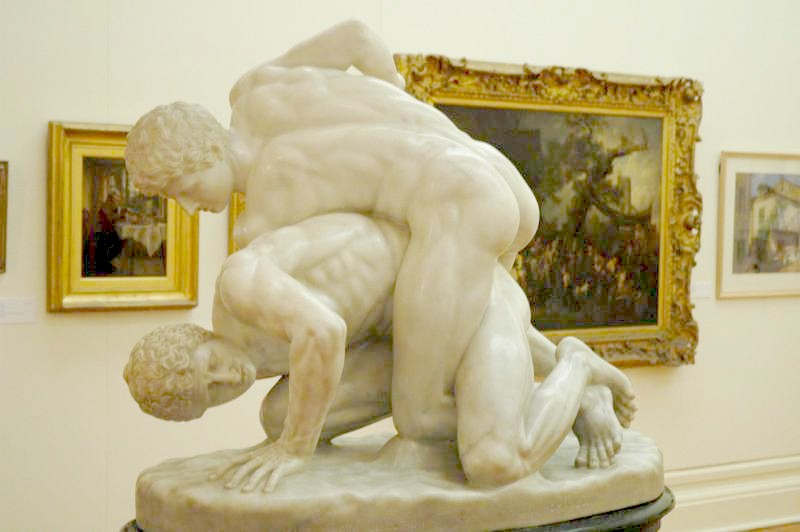
Escultura representando lutadores de Pancrácio.

O pancrácio foi um antigo estilo de combate desarmado. Os gregos antigos introduziram este esporte nos Jogos Olímpicos em 648 a.C. Algumas exposições públicas de combates ocorreram no fim do século XIX. Por toda a Europa estiveram representados diferentes estilos de luta, incluindo o boxe, o savate, o jiu-jitsu, a luta greco-romana, o catch wrestling e outras, tanto em torneios quanto em desafios. Depois da Primeira Guerra Mundial, a luta renasceu em duas correntes principais: a primeira corrente era uma competição real; a segunda começou a depender mais da coreografia e lutas pré-determinadas, com exibições grandiosas diante de um grande público, o que resultou na luta profissional (Ou Pro Wrestling).
As artes marciais mistas modernas têm suas raízes em dois acontecimentos: as exibições de vale-tudo no Brasil e o shootwrestling japonês. De início, influenciaram-se mutuamente, mas foram separados posteriormente.
O vale-tudo começou na terceira década do século XX, quando Carlos Gracie, um dos fundadores da arte marcial brasileira Gracie jiu-jitsu, começou a convidar um competidor de cada modalidade distinta de luta para participar do mesmo evento. Isso era chamado de "Desafio Gracie". Mais tarde, Hélio Gracie e a família Gracie e, principalmente, Rickson Gracie mantiveram este desafio que passou a ocorrer como duelos de vale-tudo sem a presença da mídia.
No Japão, na década de 1980, Antonio Inoki, um japonês crescido no Brasil, organizou uma série de lutas de artes marciais mistas, com o objetivo de provar a superioridade do Wrestling Profissional sobre outras artes marciais. Essas lutas eram na maioria armadas, mas uma em particular não foi:  Antonio Inoki contra o pugilista campeão peso-pesado Muhammad Ali, a luta resultou em um empate e foi considerada um espetáculo bizarro devido às suas regras, mas foi o impulso inicial que produziu o shootwrestling, uma modalidade de Luta profissional com lutas mais realistas e até algumas com lutas que não eram pré-determinadas. O shootwrestling, mais tarde, redundou na formação de uma das primeiras organizações japonesas de artes marciais mistas, a shooto. As artes marciais mistas também obtiveram grande popularidade nos Estados Unidos em 1993, quando Rorion Gracie e outros sócios criaram o primeiro torneio de UFC.

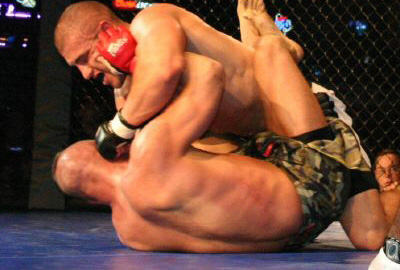
Lutadores de MMA.

Com o sucesso do UFC, os japoneses criaram, em 1994, o Vale Tudo Japan. As duas primeiras edições (1994 e 1995) foram vencidas por Rickson Gracie, que era um grande lutador de vale-tudo do Brasil na década de 1970 e 1980, e que agora participava também de lutas MMA no VTJ, atividade que o tornou próspero. Ele lutou também nas primeiras edições do PRIDE Fighting Championships.
Ao contrário do PRIDE que reinou absoluto entre 1997-2007, O UFC passou por um período de baixa, perdendo valor e sendo proibido em vários estados dos Estados Unidos.
Em 2001 o ex-empresário de boxe, Dana White, convenceu os amigos de infância Lorenzo e Frank Fertitta, donos da rede de Cassinos Station, a comprarem o UFC. Os três fundaram uma empresa chamada Zuffa e compraram o UFC por dois milhões de dólares. Após várias mudanças nas regras conseguiram legalizar o esporte em praticamente todos os estados norte-americanos.
Em 2007, O UFC compra o Pride, levando vários atletas do Japão para os EUA e transformando o UFC na maior organização de MMA do planeta.

Em 2018, Dana White declarou: "Quando eu penso sobre isso, imagino que nós ainda nem arranhamos a superfície do quão grande essa coisa pode ser. Acabamos de fazer um contrato de TV com a ESPN por US$ 1,5 bilhão por cinco anos. Agora a empresa vale US$ 7 bilhões. Obviamente, este acordo da ESPN será massivo para nós, nos expondo a milhões de pessoas que estão aqui nos EUA e que não conhecem o UFC...".

## O inicio do MMA no jiu-jítsu brasileiro
O MMA tem influências mais modernas, antes de tudo em violentos encontros de vale-tudo no Brasil e em seguida, shootwrestling, no Japão. O vale-tudo apareceu em 1920 no Brasil com o famoso "Desafio Gracie", que opôs a família Gracie a outros representantes das artes marciais. Para entender o reaparecimento do MMA, é necessário compreender um pouco da história da família Gracie no Brasil.  Em 1942, Euclydes Hatem, criador da luta livre esportiva conhecido  como  "Mestre Tatu, derrotou George Gracie em um duelo marcante, acirrando a rivalidade entre as duas artes. Anos depois, em 1968, seu aluno Euclides Pereira repetiu o feito ao vencer Carlson Gracie, alimentando ainda mais essa disputa.
Em 1871, George Gracie imigrou com sua família  da Escócia para o Brasil e estabeleceu-se na província do Pará, no norte do país.  Em 1909, o capoerista Francisco da Silva Ciríaco derrotou o lutador de jiu-jitsu japonês Sada Miyako, em um dos primeiros confrontos documentados desse tipo no Brasil. No início da década e 1910, o japonês Mitsuyo Maeda também se instalou na mesma região, por envio do governo japonês, que queria estabelecer uma colônia. Logo tornou-se amigo de Gastão Gracie, uma figura política local, filho de George Gracie. Gastão e Maeda ajudaram a estabelecer a colônia japonesa, usando sua influência.

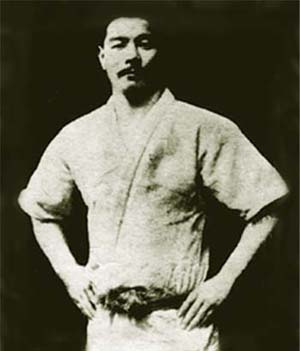
Mitsuyo Maeda, conhecido como Conde Koma, o homem que transmite para a família Gracie técnicas de judô e jiu-jitsu.

Mitsuyo Maeda, também conhecido no Japão como Conde Koma, era uma figura de destaque não apenas por sua habilidade política, mas também por ser um campeão reconhecido de judô. Em agradecimento à assistência que Gastão Gracie lhe prestou, Maeda decidiu transmitir seu conhecimento de judô e jiu-jitsu ao filho de Gastão, Carlos Gracie, Maeda veio para o Brasil com Carlos e o treinou entre os 15 e 21 anos de idade, retornando ao Japão em seguida. Após seu mestre ter partido, Carlos começou a ensinar a arte para seus irmãos, Hélio, Jorge, Osvaldo e Gastão Gracie Jr. Os irmãos então começaram a adaptar as técnicas de Maeda para conferi-las a maior eficácia possível. Em 1925, Carlos partiu para o Rio de Janeiro com Hélio, que tinha menos de 11 anos, onde abriram uma academia de jiu-jitsu. Um dos irmãos, Hélio Gracie era o mais jovem (16 anos) e mais leve (apenas 62 kg), quando ele começou a aprender Jiu-jitsu. Como não podia participar de treinamentos, ele assistia seu irmão mais velho ensinar a cada dia. Quando Carlos não pôde dar aula por motivo de viagem, Hélio foi convidado a substituí-lo. Por causa de sua pequena estatura, ele começou a adaptar as regras básicas de Jiu-jitsu. Ele apresentou a aplicação de arte de energia, permitindo a um adversário menor derrotar um maior. Ele levou a cabo a mudança e aumentou as técnicas básicas para torná-las eficazes em todas as categorias. Tudo isto deu origem ao desenvolvimento de uma nova arte marcial, Gracie Jiu-Jitsu.
Carlos e Helio continuaram a avançar e aperfeiçoar sua arte em sua nova academia. Carlos concebeu, para atrair a atenção e promover, um plano de marketing conhecido como o "Desafio Gracie". Ele publicou uma série de anúncios em vários jornais do Rio, incluindo uma foto de si mesmo, fisicamente inexpressivo, um anúncio de sua academia, e um desafio:
"Se você quer um braço quebrado ou costela, entre em contato com Carlos Gracie para esta questão."
E assim começou o renascimento mistura artes marciais, Carlos e seu irmão mais novo, Hélio, seguido pelos seus filhos, lançaram e levantaram muitos desafios em partidas de vale-tudo, contra representantes de diferentes escolas, karate, boxe, savate, luta livre esportiva, capoeira.

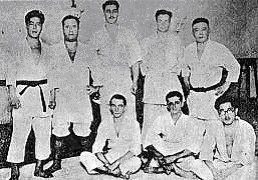
Mitsuyo Maeda, em pé, à esquerda da foto, e seus primeiros alunos no Brasil.

Quanto à popularidade destes desafios espalhados por todo o Rio de Janeiro, os jogos inicialmente eram fechados ao público, mas na medida em que começaram a se reunir mais pessoas, passaram a ter lugar nos principais estádios de futebol. Uma das primeiras dessas lutas profissionais foi o confronto entre o pugilista campeão brasileiro peso leve Antonio Portugal, e Hélio Gracie, que ganhou a luta por finalização em 30 segundos e foi considerado um herói. Naquela época, o Brasil não tinha ícone internacional de artes marciais, e Hélio conquistou esse lugar.
A existência desses desafios ficou conhecida no Japão, e os principais lutadores japoneses vieram para participar desta nova forma de competição contra os Gracies, pois acreditavam que eles estavam tentando corromper suas artes tradicionais. Muitos campeões japoneses lutaram contra Hélio, que, com apenas 65 kg, enfrentou adversários maiores. Suas duas derrotas foram apenas contra Masahiko Kimura e Valdemar Santana. Hélio continuou a defender o nome do Gracies e sua arte marcial entre 1935 e 1951. Aos 49 anos, sua derrota contra Valdemar Santana foi sua última luta. Com isso, foi a vez de Carlson Gracie, filho mais velho de Carlos Gracie, assumir com 17 anos de idade. Posteriormente, os filhos de Helio, Rolls Gracie, Rickson Gracie e Rorion Gracie, continuaram o "Desafio Gracie" .
O vale-tudo tornou-se imensamente popular, sendo o segundo esporte mais popular em termos de vendas de ingressos no Brasil até hoje, atrás apenas do futebol. Muitas equipes e organizações foram formadas, e as reuniões começaram a ser realizadas regularmente em todo o país. Os combates tiveram lutadores de diferentes estilos, incluindo o jiu-jitsu brasileiro, o kickboxing, o muay thai, a luta livre (wrestling) e o boxe. Com o sucesso crescente de Gracie jiu-jitsu, alguns membros da família foram para os Estados Unidos.

## Estilos de luta mais comuns
Inicialmente em competições iniciais de Vale-tudo e outras formas de proto-MMA, os lutadores usavam apenas uma arte marcial que focava em áreas específicas, com a evolução do esporte, os lutadores começaram a misturar vários estilos de luta já que apenas uma disciplina se mostrou ineficiente. Estilos e disciplinas mais populares incluem:
- Kickboxing (Conhecido como Full Contact no Brasil): Estilo de luta e esporte de combate de origem Japonesa, Holandesa e Americana. Criada pelo lutador de Karatê Kyokushin Osamu Noguchi após a derrota de lutadores de Karatê contra lutadores de Muay Thai, e desenvolvimento posterior nos Estados Unidos e Holanda. Misturando chutes e socos, mesclando o Boxe e o Karatê, mas se diferencia do Muay Thai em suas técnicas, principalmente por não usar joelhadas (dependendo da competição) ou cotoveladas. Alguns kickboxers famosos dentro do MMA incluem Mirko "Cro-Cop", Alistair Overeem, Israel Adesanya, Alex Pereira, Bas Rutten e Dricus du Plessis.

- Muay Thai: Também chamado de Boxe Tailandês, é uma arte marcial provinda da Tailândia. Um estilo de kickboxe conhecido pelo uso das "Oito Armas" sendo elas punhos, cotovelos, joelhos, canelas e pés. Devido a isso possui um alto nível de versatilidade pelo uso de várias técnicas de golpes, clinch e um estilo agressivo de luta. Lutadores notáveis pelo grande uso do Muay Thai incluem campeões como José "Pelé" Landi-Jons Anderson Silva, José Aldo, Darren Till, Edson Barboza, Wanderlei Silva e Joanna Jędrzejczyk.

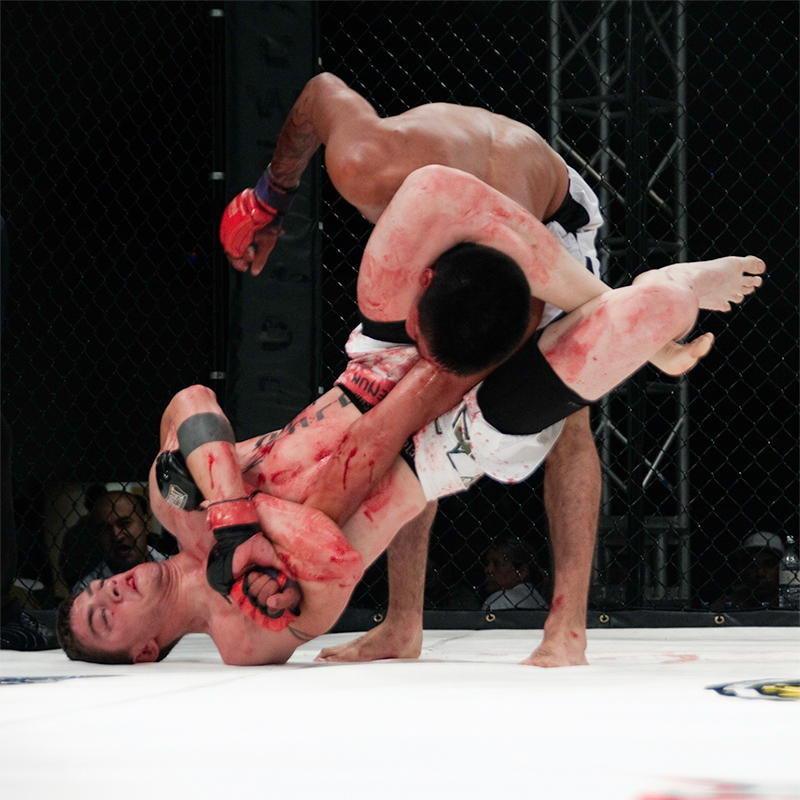
Uma finalização Chave de braço dentro de um Triângulo. O golpe tem origem no Jiu-jitsu brasileiro mas é usado no MMA.

- Jiu-jítsu brasileiro (BJJ): Criado pela Família Gracie e adaptado do Judô. Veio a proeminência internacional nos primeiros eventos do UFC onde Royce Gracie ganhou os primeiros torneios da organização (UFC 1, UFC 2 e UFC 4) usando o BJJ, como a maioria dos lutadores não tinham conhecimento em finalizações, se tornou essencial para os lutadores de MMA aprenderem. O BJJ treina a luta no chão (Ne waza), com técnicas para derrubar o oponente e levá-lo para o chão e em seguida atingir uma posição conhecida como "finalização" onde o oponente desiste da luta por estar em uma posição de dor ou pressão em um membro do corpo, usando técnicas específicas, tais como chaves de braço, leglocks e estrangulamentos (como o Mata Leão). Lutadores conhecidos principalmente pelo alto nível de Jiu-Jítsu incluem: A Família Gracie, Ronaldo Souza, Antônio Nogueira, B.J. Penn, Demian Maia, Fabrício Werdum, Charles Oliveira, Brandon Moreno, Rousimar Palhares e Brian Ortega.

- Boxe: Bastante utilizado no MMA devido aos socos extremamente fortes e rápidos, defesas, combinações e movimentação no ringue. Combinando com o Muay Thai ou Kickboxe. Alguns lutadores que fazem amplo uso do boxe incluem: Conor McGregor, Júnior dos Santos, Nick Diaz, Quinton Jackson, Alexander Gustafsson, Erik Pérez, Anderson Silva, Cody Garbrandt, Petr Yan e Francis Ngannou.

- Wrestling (Luta livre olímpica, Luta greco-romana e Luta Colegial): O Wrestling ganhou predominância no MMA devido à sua tremenda efetividade. Com um treinamento duro com ênfase em força e vigor, com técnicas explosivas. A luta livre permite que o lutador controle onde a luta vai, suas técnicas de derrubada podem fazer o oponente ir para o chão e igualmente é treinado a defesa de derrubadas para continuar a luta em pé ou entrar em um clinch. Outra vantagem do Wrestling é controlar e segurar o oponente no chão, o que leva a exaustão e desgaste físico. Existem vários estilos de luta livre ao redor do mundo que os lutadores de MMA têm como base. Os lutadores americanos geralmente são treinados em Luta Colegial (também conhecido como folkstyle wrestling), o estilo de competições de ensino médio e universitárias, enquanto lutadores de todo o mundo treinam principalmente em estilos olímpicos "internacionais", como luta greco-romana e estilo livre. Alguns lutadores também vem de estilos locais de wrestling tradicional, como  Deiveson Figueiredo, que começou treinando na Luta Marajoara, um estilo de luta tradicional da ilha de Marajó.[18] Lutadores de wrestling notáveis incluem Khabib Nurmagomedov, Chael Sonnen, Jon Jones, Brock Lesnar, Randy Couture, Mark Coleman, Kamaru Usman e Daniel Cormier além de lutadores que já participaram em Olimpíadas como Daniel Cormier, Ben Askren e Dan Henderson, os medalhistas de prata Matt Lindland e Yoel Romero e medalhista de ouro Henry Cejudo.[19]
  - Catch wrestling (Catch-as-catch-can): Estilo de Wrestling de origem britânica (Luta de Lancashire) e com influências americanas. É um estilo de wrestling que além de incluir elementos tradicionais de wrestling como arremessos, derrubadas e imobilizações, também incluí finalizações (Hooks e Holds), além de um estilo extremamente agressivo de luta. Foi bastante popular durante o final do século XIX e início do século XX, entretanto, como interesse do público diminuindo, elementos dramáticos e cinematográficos além das lutas se tornarem pré-determinadas transformaram na Luta livre profissional (ou Pro Wrestling), enquanto o a parte amadora ganhou mais regras e restrições se tornando a Luta livre olímpica. Com isso, quase desapareceu dos EUA e Reino Unido, mas sobreviveu no Japão onde ligas de Pro Wrestling como a NJPW e lutadores como Antonio Inoki e Karl Gotch preferiam lutas mais realistas e que seus lutadores tivessem habilidades de luta "legítimas", o que resultou em muitos lutadores japoneses de MMA sendo treinados em Catch. Alguns lutadores notáveis incluem Kazushi Sakuraba e Josh Barnett.

- Judô: Arte Marcial japonesa, embora não é essencial no currículo do MMA muitos lutadores começaram no Judô e tem como sua base. Judocas tem conhecimento de várias técnicas de luta de solo (Ne waza) e técnicas de derrubada (Nage waza) que são também encontradas na Luta-Livre e Jiu-Jitsu, além de um treinamento com ênfase no clinch e equilíbrio, entretanto, muito das técnicas treinadas no Judô exigirem um kimono, que não é usado no MMA. Alguns lutadores que são faixa preta no Judô são Ronda Rousey, Hidehiko Yoshida, Fiódor Emelianenko, Dong Hyun Kim, Hector Lombar, Rick Hawn e Anderson Silva.

- Luta livre esportiva (também conhecido como Luta Livre Brasileira ou Luta Livre Submission) Estilo de luta e submission wrestling nativa do Brasil e derivado do Catch wrestling, além de incluir técnicas da Luta livre olímpica,  greco-romana e Judô. O objetivo da Luta Livre é conseguir uma finalização com técnicas de luta de chão e derrubas da luta em pé, sua principal diferença do Jiu-Jitsu Brasileiro é que não se usa o Quimono e com técnicas diferentes. A Luta Livre tem extrema importância para a história do MMA, a rivalidade com o Jiu-jítsu brasileiro levou a muitas lutas de Vale-tudo incluindo eventos televisionados em rede nacional como o Desafio - Jiu Jitsu vs Luta Livre em 1991. Alguns lutadores treinados em luta-livre incluem Marco Ruas, Renato Sobral e Darren Till.

- Karatê: Arte Marcial de origem Okinawa e desenvolvido no Japão, o Karatê foi desenvolvido para lutar usando golpes com a mão aberta, punhos e pés. No MMA, o estilo que tem tido mais êxito é o Kyokushin, devido à pratica desse estilo usando pleno contato e o Shotokan, conhecido por ser o estilo base do lutador Lyoto Machida. Entretanto, muitos estilos de Karatê esportivo reconhecidos pela Federação Mundial de Caratê não encontraram muito êxito no MMA, especialistas apontam a falta de pleno contato e ênfase em marcar pontos por um único golpe (Que leva a partida ser interrompida e reiniciada), o que criou táticas (deslocamentos) e distâncias de combate irreais, e por fim a falta da busca por um nocaute.[20] Alguns caratecas notáveis incluem Uriah Hall, Georges St. Pierre, Bas Rutten, Chuck Liddell (Todos do Kyokushin), Robert Whittaker, Gunnar Nelson (Goju-ryu) e Lyoto Machida (Shotokan).

- Capoeira: Arte marcial afro-brasileira, embora vista muitas vezes apenas com uma "dança", possuí muitos golpes e movimentos que podem ser usados em lutas, envolvendo manobras rápidas e complexas, mas poderosas. Lutadores como Conor McGregor e Anderson Silva incluem algumas técnicas, como poderosos chutes, em seu repertório. O lutador menor Marcus "Lelo" Aurélio ficou conhecido por usar primariamente Capoeira em suas lutas.[21]

- Taekwondo: Esporte Olímpico e arte marcial de origem coreana. É conhecida pelo seus poderosos chutes, mas também inclua ataques com punhos e mão aberta. Muitos lutadores começaram no Taekwondo (como Anderson Silva) ou incluem certas técnicas como seus poderosos chutes. Dentre praticantes notáveis no MMA podem-se citar Anthony Pettis,  Edson Barboza, Rose Namajunas, Yair Rodriguez e o próprio Anderson Silva.

- Sanda/Sanshou: Uma variante de wushu (ou Kung Fu), desenvolvido após da perseguição do Partido Comunista Chinês durante a Revolução Cultural ao Kung Fu. O Sanda foi criada pelo Exército de Libertação Popular como uma forma "modernizada" do Kung Fu, para ser praticado tanto quando um sistema de defesa pessoal quanto um esporte de combate. O Sanda é um estilo de kickboxing com socos e chutes, mas diferencia-se do Muay Thai e do Kickboxing ocidental por permitir uma gama de derrubadas e projeções, similares ao Judô e Wrestling. É usado principalmente por lutadores chineses, como Zhang Weili e Zhang Tiequan, mas está se tornando cada vez mais popular com lutadores não chineses, como Zabit Magomedsharipov, Pat Barry e Muslim Salikhov.

- Sambo: Esporte e estilo de luta com origem na União Soviética. Funciona como uma mistura de Judô e Luta livre, com jogadas, projeções alavancas e derrubadas, além de incluir finalizações do Judo. A modalidade "Sambo de combate" também incluem golpes de socos e chutes, fazendo assim um estilo híbrido e se assemelhando ao MMA, embora usando a kurtka, uma roupa semelhante ao Quimono do Judô. É bastante popular com lutadores da Rússia e Leste Europeu, com muitos começando suas carreiras praticando Sambo esportivo e de combate, como Fiódor Emelianenko, Oleg Taktarov, Islam Makhachev e Khabib Nurmagomedov.

## Regras

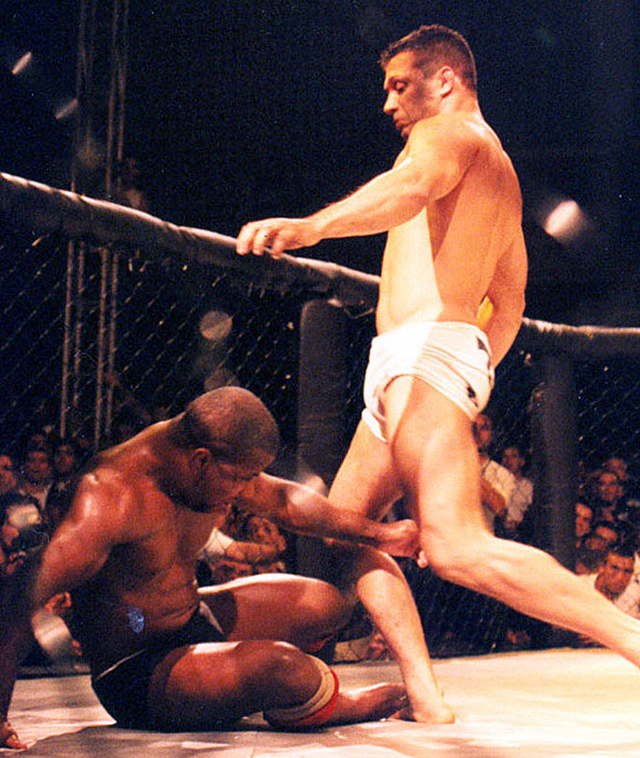
Renzo Gracie aplica um "tiro de meta" em Eugênio Tadeu, movimento em que o lutador chuta a cabeça de um oponente caído. Embora comum no Vale-Tudo, no início do MMA e nas promoções japonesas como o PRIDE. O "tiro de meta" foi banido das Regras Unificadas do MMA

As regras para o MMA moderno evoluíram bastante desde os dias do Vale-tudo, Shootfighting e o UFC 1. Tanto nos primeiros eventos do UFC quanto no Vale-Tudo não haviam muitas regras, as únicas proibições eram: sem dedo nos olhos, sem morder em sem "pescar" (Enfiar o dedo em qualquer orifício do corpo). Enquanto no Japão, organizações de Shootwrestling como o Shooto e Pancrase, usavam regras adaptadas do professional wrestling. 
O sistema moderno de regras se chamada Regras Unificadas de MMA, surgindo em 2001 com a comissão atlética do estado de Nova Jérsia para criar um sistema de regras universal para o esporte e com parceria do UFC para legalizar e legitimar o esporte nos EUA. As Regras Unificadas são:

### Gerais
- Os lutadores devem usar luvas de dedo aberto fornecidas pelo evento.
- Os lutadores são divididos por categorias de peso semelhantes as encontradas em outras modalidades de esportes de lutas.[23]
- Obrigatório o uso de coquilha — equipamento de proteção genital — e protetor bucal.
- É permitido — porém, não obrigatório — joelheiras, tornozeleiras e bandagem para tornozelos.
- Lutadores que não demonstrarem agressividade ou combatividade, serão advertidos e a luta reiniciada.

### É proibido
Condutas consideradas antiesportivas:
- Cabeçada, dedo no olho, morder, puxar cabelo, beliscar, arranhar e cuspir no adversário
- Ataque à boca do adversário com a mão, à região genital ou ao rim com o calcanhar
- Enfiar o dedo em qualquer orifício, corte ou laceração, e manipular as articulações pequenas do adversário
- Ataques à coluna ou parte de trás da cabeça, golpear de cima para baixo usando a ponta do cotovelo, qualquer tipo de ataque à garganta e agarrar a clavícula
- Chutar ou atingir com o pé ou a perna a cabeça do adversário que está no chão (exceto no One Championship e RIZIN).
- Chutar ou atingir com o joelho a cabeça do adversário que está no chão
- Arremessar o adversário de cabeça no chão ou atirá-lo para fora do ringue
- Segurar calção ou luvas do adversário, assim como agarrar a grade do octógono
- Utilizar linguagem imprópria ou abusiva no ringue ou ser flagrado desrespeitando as instruções do árbitro
- Atacar o adversário nos intervalos, que esteja sob cuidados do juiz ou após a campainha ter anunciado o fim do round
- Sem limitação, evitar contato com adversário, cair de forma intencional, derrubar insistentemente o protetor bucal ou fingir lesão
- Interferência do córner ou jogar toalha durante a luta
- Usar alguma substância escorregadia no corpo

### Categorias de peso[25]
- Atomweight/Peso Átomo (Feminino apenas) — até 48 kg (105,8 lb)
- Straweight/Peso Palha (Feminino apenas) — até 52,2 kg (115 lb)
- Flyweight/Peso Mosca — até 56,7 kg (125 lb)
- Batamweight/Peso Galo — até 61,2 kg (135 lb)
- Featherweight/Peso Pena — até 65,7 kg (145 lb)
- Lightweight/Peso Leve — até 70,3 kg (155 lb)
- Welterweight/Peso Meio-Médio — até 77,1 kg (170 lb)
- Middleweight/Peso Médio — até 83,9 kg (185 lb)
- Light Heavyweight/Peso Meio-Pesado — até 92,9 kg (205 lb)
- Heavyweight/Peso Pesado — até 120,2 kg (265 lb)
- Super Heavyweight/Peso Superpesado — mais de 120,2 kg (265 lb)

### Decisões de luta
- Desistência = O lutador pede o fim da luta, pois não tem mais condições de continuar.

- Finalização = O lutador no popular "Bate", ou seja, toca duas ou mais vezes no adversário que o está forçando-o com um golpe como uma chave de perna, chave de braço, mata-leão, guilhotina ou vários outros tipos de submissão e o juiz interrompe a luta.
- Nocaute (KO) ou knockout = Quando o lutador executa um golpe muito forte que torne o oponente incapaz de continuar lutando.
- Nocaute técnico (TKO) ou technical knockout = Quando o juiz, paramédico, lutador, ou treinador decide que não é mais possível para que o lutador continue em segurança. Tipos de TKO:

- Parado pelo médico/por injúria: O lutador sofreu um ferimento e não pode continuar lutando em segurança.

- Parado pelo treinador: O lutador está sendo dominado a tal ponto que lutar está se tornando perigoso. O treinador decide rendição no nome do lutador para evitar dano desnecessário ou potenciais ferimentos. (Isto também pode se chamar "Jogar a toalha".)
- Parado por ataques: O lutador está encoberto por ataques, e não pode se defender convenientemente. O juiz intervém para evitar dano desnecessário ou potenciais ferimentos. Esse é o TKO mais comum.
- Derrubadas múltiplas: O lutador é derrubado um determinado número de vezes em um só assalto.

- A Decisão judicial = Quando a luta não termina, nem com nocaute e nem com finalização. Cabe aos três juízes laterais tomarem a decisão da luta. Dependendo da pontuação a luta pode terminar:
- Unânime = Os três juízes favorecem um lutador.
- Maioria = Quando dois juízes concebem a vitória a um lutador, enquanto um terceiro juiz concebe um empate.
- Dividida = Quando dois juízes concebem a vitória a um lutador, enquanto um terceiro juiz concebe a vitória ao outro lutador.
- Empate Maioria = Quando dois dos três juízes concordam que nenhum lutador venceu, enquanto que um juiz indica um lutador vencedor.
- Empate Dividido = Quando um juiz determina a vitória a um lutador, enquanto o segundo juiz determina a vitória ao outro lutador e o terceiro juiz determina um empate. É o resultado mais raro do MMA.
- Desqualificação = Quando um lutador aplica um golpe que viola as regras do combate.
- Cancelamento = Quando os juízes cancelam a luta, por falta de segurança, irregularidade no peso, falta de equipamento, falta de luz e falta de outros tipos de coisas que uma luta tem que ter para ser segura.
- No Contest ou Sem Resultado = Quando os juízes concordam que a luta não se realizou da maneira natural, correta ou justamente.

## Promoções e Torneios

### UFC
Criado em 1993, por Rorion Gracie, Art Davie e Robert Meyrowitz, e atualmente parte da William Morris Endeavor e Zuffa, presidido por Dana White. É o mais antigo, popular, importante e maior torneio de MMA do Planeta. Inicialmente fundado como um torneio de Vale-Tudo sem regras e regulações onde representantes de diferentes artes marciais lutavam para decidir qual era a melhor (embora o foco era promover o Jiu-Jítsu Brasileiro da família Gracie). A empresa sobreviveu múltiplas crises que ameaçaram a empresa e o MMA, foi responsável pela criação das regras unificadas do MMA, comprou concorrentes como PRIDE FC, WEC e Strikeforce e atualmente, é uma das principais marcas de eventos esportivos nos EUA e um dos líderes de PPV.

### Bellator MMA
Criada em 2008 com sede em Newport Beach, Califórnia. Inicialmente como um torneio de eliminação de MMA, Bellator cresceu com o investimento da Viacom, se tornando a segunda maior promoção de MMA na América do Norte. Em um 2016 inaugurou uma divisão de Kickboxing.

### Professional Fighters League
Fundada em 2021 como a World Series of Fighting (WSOF), a organização cresceu para se tornar a terceira maior na América do Norte. Em 2018 passou por um rebranding se tornando a Professional Fighters League (PFL). A promoção adotou um formato de liga esportiva semelhante ao da NFL ou NBA, com uma rodada classificatória por pontos corridos seguido por play-offs, com o campeão de cada categoria ganhando 1 milhão de dólares.

### RIZIN Fighting Federation
Criada em 2015 no Japão, a Rizin Fighting Federation foi fundada como a continuação do PRIDE Fighting Championships (Fundado em 1997, fechado em 2007) e DREAM (Fundando em 2008, fechado em 2012), e é atualmente a maior promoção de MMA no Japão. Continuando na tradição do PRIDE, RIZIN possui muitos de seus antigos lutadores, o seu sistema de regras é diferente das Regras Unificadas do MMA e mais similar aos do PRIDE: O tempo das lutas são diferentes, há menos restrições de golpes ("Tiros de meta" e chutes em oponentes caídos são permitidos), lutadores podem usar tênis de Wrestling e as lutas acontecem em um ringue semelhante ao de Boxe ao invés de um Cage.

### ONE Championship
Fundada em 2011 em Cingapura. ONE Championship tem sua área de atuação no Sudeste Asiático, realizando eventos também na China e Japão. Investindo em um mercado ignorado pelo UFC e outras promoções de MMA, o ONE Championship cresceu não apenas na sua área de atuação mas também se tornou um dos maiores promoções de MMA no mundo e líder na Ásia. As regras do ONE são chamadas de "Global Rules of MMA", sendo levemente modificadas das regras unificadas incluindo elementos do PRIDE, como chutes em oponentes caídos e um sistema diferente de pesagem. O ONE Championship também expandiu para outras categorias de Esporte de combate, em seus eventos também realizando lutas de Kickboxing, Muay Thai, Submission grappling e Boxe, com uma luta em 2018 entre Srisaket Sor Rungvisai e Iran Diaz pelo campeonato peso super-mosca do Conselho Mundial de Boxe.
O ONE também transmite seus eventos gratuitamente pelo YouTube e seu aplicativo móvel.

### KSW
Konfrontacja Sztuk Walki (em português:  Confronto de Artes Marciais) é uma promoção com sede na Polónia, sendo considerada a maior da Europa. A organização foi fundada em 2003 e cresceu ao fechar acordos com grandes transmissoras polonesas, realizando poucos cards ao ano cercado de grandes espetáculos. O evento KSW 39: Colosseum teve um público pagante de 57.766, o segundo maior apenas atrás do Pride/Shockwave em 2002.

### Jungle Fight
Formado em 2003 pela lenda do Jiu-jítsu brasileiro, MMA e Vale-Tudo Wallid Ismail, tem o nome pelo seus primeiros eventos, realizados em Manaus. O Jungle Fight é considerado uma das maiores promoções de MMA no Brasil e da América Latina, conhecido pelos lutadores de alto nível que vão posteriormente para outras organizações maiores como o UFC.

### Torneios menores nosEUA
A força do MMA no país fez com que canais de televisão, tanto abertos como fechados, dessem muito espaço para torneios menores, mas que contam com grande audiência. Legacy Fighting Alliance e o exclusivamente feminino Invicta Fighting Championships são alguns dos principais nomes dessa categoria atualmente. Dois torneios menores notáveis foram adquiridos pelo UFC foram o Strikeforce e WEC.

### Torneios menores nosJapão
O Japão é um dos países mais tradicionais do MMA, antes da fundação do UFC em 1993, o país já havia torneios de Shootfighting, inspirados no Shootwrestling da Luta profissional japonesa (Puroresu), essas promoções eram a Shooto (Formada em 1985) e Pancrase (Formado em 1993). Em 1997 o PRIDE foi formado, se tornando a maior organização de MMA até sua falência em 2007, criando o caminha para a criação de mais organizações de MMA como a DEEP/JEWELS, IGF (Fundado pela lenda do Puroresu Antonio Inoki) e RINGS.

### Torneios noBrasil
Na época do Vale-tudo, os eventos não eram realizados no modelo atual de promoções e torneios e não havia profissionalização do esporte. Após a criação do UFC em 1993 introduziu esse novo modelo no Vale Tudo e posteriormente o MMA, inicialmente com promoções como o International Vale Tudo Championship e World Vale Tudo Championship.[carece de fontes?]